# Thomas Gregson
Pour les articles homonymes, voir Gregson.
Thomas George Gregson (7 février 1796 – 4 janvier 1874) est un homme politique britannique d'Australie. Il est le deuxième Premier ministre de Tasmanie du 26 février au 25 avril 1857.

## Biographie
Gregson est né à Buckton, dans le Northumberland en Angleterre le 7 février 1796, et s'installe dans l'actuelle Tasmanie en 1821 où il achète une grande propriété.  
En juillet 1842, il devient membre du Conseil législatif de Tasmanie et trois ans plus tard prend la tête de l'opposition au gouverneur, Sir Eardley-Wilmot dans sa tentative d'augmenter les impôts. En 1856, lors de la création d'un gouvernement local, il est élu député. Le 14 février 1857, Gregson fait voter une loi pour faire baisser les salaires des hauts-fonctionnaires de la colonie (gouverneur, administrateur colonial, etc.) provoquant la démission du Premier ministre William Champ. Le 26 février, Gregson lui succède alors mais son absence de modération, de contrôle de soi et de tact amène le renversement de son gouvernement huit semaines plus tard. 
Il siège au Parlement jusqu'au 30 septembre 1872, peu avant sa mort le 4 janvier 1874.